# Аполлон-6
«Аполло́н-6» (англ. Apollo 6) — второй и последний беспилотный экспериментальный полёт ракеты «Сатурн-5» в рамках программы «Аполлон». Из-за целого ряда сбоев, специалисты НАСА официально признали итоги полёта не полностью достигшими поставленных целей (из пяти поставленных задач полностью были достигнуты лишь три из них, две оставшихся цели были достигнуты лишь частично), после чего началась серия пилотируемых запусков.

## Задачи полёта
Ракета имела полезную нагрузку в виде корабля «Аполлон» (усовершенствованный «Блок I» с новым люком) и габаритно-весового макета лунного модуля. Полёт имел следующие задачи:
- демонстрация совместимости ракеты-носителя и корабля, подтверждение нагрузок при запуске (выполнено частично);
- демонстрация отделения второй ступени от первой и третьей ступени от второй (выполнено);
- проверка работоспособности двигательной, навигаторской и электрической подсистем ракеты (выполнено частично);
- оценка работы системы обнаружения неполадок ракеты (выполнено);
- демонстрация операций, необходимых для пуска, проведения полёта и спасения командного модуля (выполнено)[2].

## Полёт
Ракета стартовала 4 апреля 1968 года. Во время работы первой ступени S-IC наблюдались продольные колебания корпуса ракеты. Через 2 минуты полёта возникли вибрации, превышающие нормы. Через 4 минуты 38 секунд полёта возникают проблемы в работе второй ступени (уменьшение температуры в главном клапане окислителя, увеличение давления в ЖРД № 2). Затем на второй ступени отключились два двигателя. Через 5 минут 18 секунд в том же двигателе внезапно сократилась тяга на 2500 килограммов. Чтобы компенсировать недостающую скорость, была отделена ступень S-II, но из-за перерасхода топлива кораблю не удалось выйти на высокоэллиптическую орбиту.
После двух витков на низкой орбите, во время которых производились проверки систем ракеты и корабля, должен был повторно включиться двигатель третьей ступени. В лунных экспедициях это включение отправляло корабль с астронавтами к Луне. Однако двигатель повторно включить не удалось, и корабль был отделён от третьей ступени на низкой орбите. Для выполнения задач полёта было решено отправить корабль на эллиптическую орбиту с высоким апогеем с помощью его собственного двигателя. Двигатель корабля был включён примерно на 7 минут 20 секунд (дольше, чем требовалось в любой пилотируемой экспедиции к Луне), в результате апогей увеличился до 22,2 тыс. км. Однако при этом было израсходовано почти всё топливо (его оставалось менее чем на полминуты работы двигателя), и это не позволило в дальнейшем разогнать корабль на нисходящей ветви до второй космической скорости. Скорость входа в атмосферу составила приблизительно 10,0 км/с, на 1,2 км/с меньше расчётной. Место посадки отстояло на 90 км от расчётной точки.

## Съёмки
Отделение первой ступени ракеты и переходника в ходе полёта Аполлон-6 было заснято бортовыми автоматическими кинокамерами. Камеры, заключённые в специальные контейнеры, были оснащены широкоугольными объективами и вели ускоренную съёмку на скорости 15х от нормальной. Они устанавливались по бортам в нижней части второй ступени носителя; вскоре после отделения первой ступени, после проведения съёмки, на высоте порядка 70 км они отделялись и совершали парашютный спуск в океан, где подбирались кораблями инженерной службы. После запуска Аполлон-6 одна из двух камер так и не была найдена службой поиска, вероятно — из-за отказа поискового радиомаяка.